# Edward Pfeiffer
Franciszek Edward Pfeiffer (21 de janeiro de 1895 em Łódź - 13 de junho de 1964 em Londres) foi um comandante militar polonês, General do exército polonês , foi um dos comandantes do exército local durante o Revolta de Varsóvia , onde recebeu a Ordem das Virtudes Militares

## Infância e juventude
Edward Pfeiffer nasceu em 1895 em uma família de classe média em Łódź. O pai de Edward, Józef, era o proprietário de um prédio residencial no centro de Łódź. Ele também frequentou o ensino médio e entre 1910-1912 ajudou a fundar a Associação Escoteira polonesa, nesse grupo também distribuiu livros que haviam sido banidos pelos censores czaristas.

## Primeira Guerra Mundial
Em outubro de 1914, como um batedor, ele se juntou ao 4º batalhão do 1º Regimento de Infantaria das Legiões Polonesas . Mudou-se então para o 5º Regimento de Infantaria , com quem permaneceu emocionalmente ligado até o seu fim da vida de soldado. Ele participou da maioria das batalhas travadas pela Primeira Brigada, sendo ferido perto de Ciemna. Em 11 de novembro de 1918 foi um dos principais organizadores do desarmamento dos alemães em Lodz.

## Segunda Guerra Mundial
Em 16 de agosto de 1939, ele foi transferido para o comando do Batalhão de Fortaleza "Mikołów". Em 21 de setembro de 1939 cercado por todos os lados e privado de munições colocou as armas da fortaleza na primeira batalha de Tomaszów Lubelski.
Pfeiffer escapou do cativeiro e continuou sua luta na clandestinidade. Em outubro de 1939, ele foi enviado para Lodz, para a posição de vice-comandante do distrito em nome da resistência. Antes que ele pudesse começar a trabalhar, a Gestapo já estava em seu encalço. Ameaçado de prisão, em 20 de novembro de 1939, retornou a Varsóvia onde atuou sob o pseudônimo de "Wilhelm" e depois o de "Gustaw", em Varsóvia começou a trabalhar na Seção Organizacional do Serviço de Resistência Polonesa.
Durante a Revolta de Varsóvia, ele comandou o grupo de combate Śródmieście Północ. Em 20 de setembro de 1944, ele se tornou o comandante da 28ª Divisão de Infantaria do Exército da Pátria. Após a queda da revolta, ele foi enviado para o campo de prisioneiros de Bergen-Belsen . Após a guerra, ele permaneceu no exílio.